# Lodz
Lodz (en polaco: Łódź; pronunciado /ˈwut͡ɕ/ (escucharⓘ)) es la capital del voivodato homónimo y la cuarta ciudad más poblada de Polonia, con 670 642 habitantes (2021). Está situada en el centro del país, 121 km al suroeste de Varsovia. El escudo de la ciudad es un ejemplo de armas parlantes, ya que representa un barco (łódź), que alude al nombre de la ciudad.
Lodz fue una vez un pequeño asentamiento que apareció por primera vez en registros escritos alrededor de 1332. A principios del siglo XV se le concedieron los derechos de ciudad, pero seguía siendo una ciudad modesta. Fue propiedad de obispos y clérigos kuyavianos hasta finales del siglo XVIII, cuando Prusia anexó Lodz como resultado de la segunda partición de Polonia. Tras el colapso del ducado independiente de Varsovia, la ciudad se convirtió en parte del Congreso de Polonia, un estado cliente del Imperio ruso. Fue entonces cuando Lodz experimentó un rápido crecimiento en la industria textil y en la población debido a la afluencia de migrantes, sobre todo alemanes y judíos. Desde la industrialización del área, la ciudad ha luchado con muchas dificultades, como el multinacionalismo y la desigualdad social, que se documentaron vívidamente en la novela La tierra prometida escrita por el autor polaco ganador del Premio Nobel Władysław Reymont. Los contrastes se reflejaron en gran medida en la arquitectura de la ciudad, donde coexistían lujosas mansiones con fábricas de ladrillos y antiguas casas de vecindad.
Después de que Polonia recuperó su independencia en 1918, Lodz se convirtió en una de las ciudades más grandes de Polonia y en uno de los centros más multiculturales e industriales de Europa. El período de entreguerras vio un rápido desarrollo en la educación y la salud. Después de la invasión de Polonia en 1939, el ejército alemán capturó la ciudad y le cambió el nombre a Litzmannstadt en honor al general alemán Karl Litzmann, quien salió victorioso cerca del área durante la Primera Guerra Mundial. La gran población judía de la ciudad se vio obligada a ingresar a una zona amurallada conocida como el Gueto de Lodz, desde el cual fueron enviados a los campos de concentración y exterminio alemanes. Tras la ocupación de la ciudad por parte del ejército soviético, Lodz, que sufrió daños insignificantes durante la guerra, se convirtió en parte de la recientemente establecida República Popular de Polonia.
Después de años de prosperidad durante la era socialista, Lodz experimentó un declive después de la caída del comunismo en Europa central y oriental; sin embargo, actualmente está experimentando la revitalización de su área del centro de la ciudad. La ciudad también es conocida internacionalmente por su Escuela Nacional de Cine, cuna de los actores y directores polacos más renombrados, incluidos Andrzej Wajda y Roman Polanski, y en 2017 se incorporó a la Red de Ciudades Creativas de la Unesco y fue nombrada Ciudad de la Película de la Unesco.

## Historia

### Lodz agrícola
La ciudad de Lodz aparece por primera vez en registros escritos en un documento en el cual se hace entrega de la villa de Łodzia a los obispos de Włocławek en 1332. En 1423 el rey Ladislao II Jaguellón (en polaco: Władysław II Jagiełło) otorgó el título de ciudad a Lodz. Desde entonces hasta el siglo XVIII Lodz fue un pequeño asentamiento situado en una ruta comercial entre Mazovia y Silesia. En el siglo XVI la ciudad tenía menos de 800 habitantes, la mayoría agricultores que trabajaban en granjas cercanas.
En 1793, debido a la segunda división de Polonia, Lodz pasó a formar parte de Prusia tomando el nombre pruso de Lodsch. En 1806 se unió al Gran Ducado de Varsovia creado por Napoleón I, y en 1815 pasó a formar parte de Rusia.

### Lodz industrial

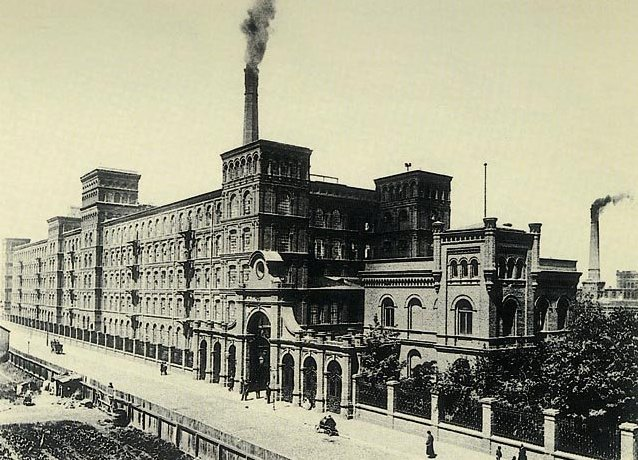
La fábrica de Izrael Kalman Poznański, 1895

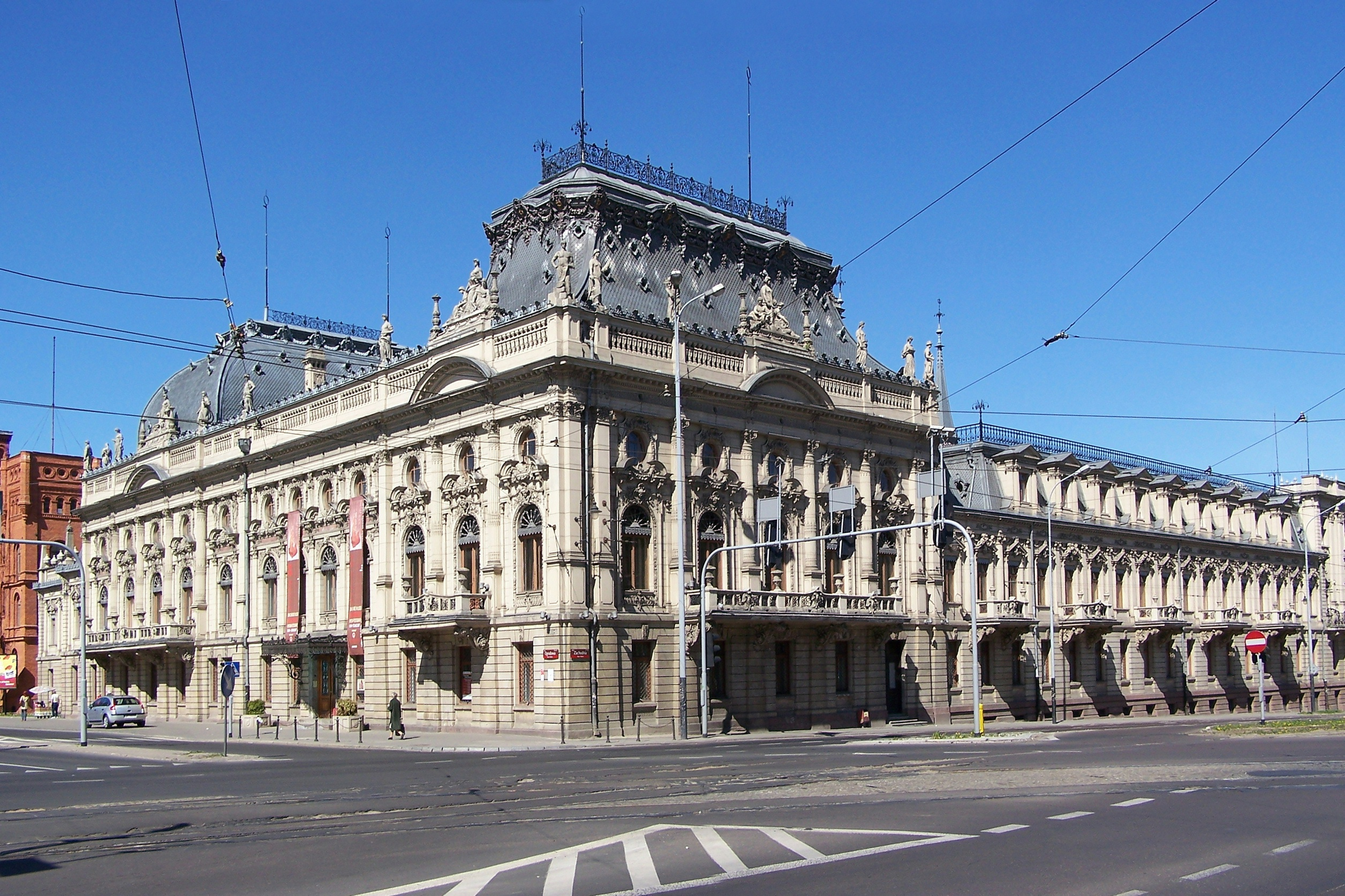
Palacio de Izrael Poznański visto desde las calles Ogrodowa y Zachodnia.

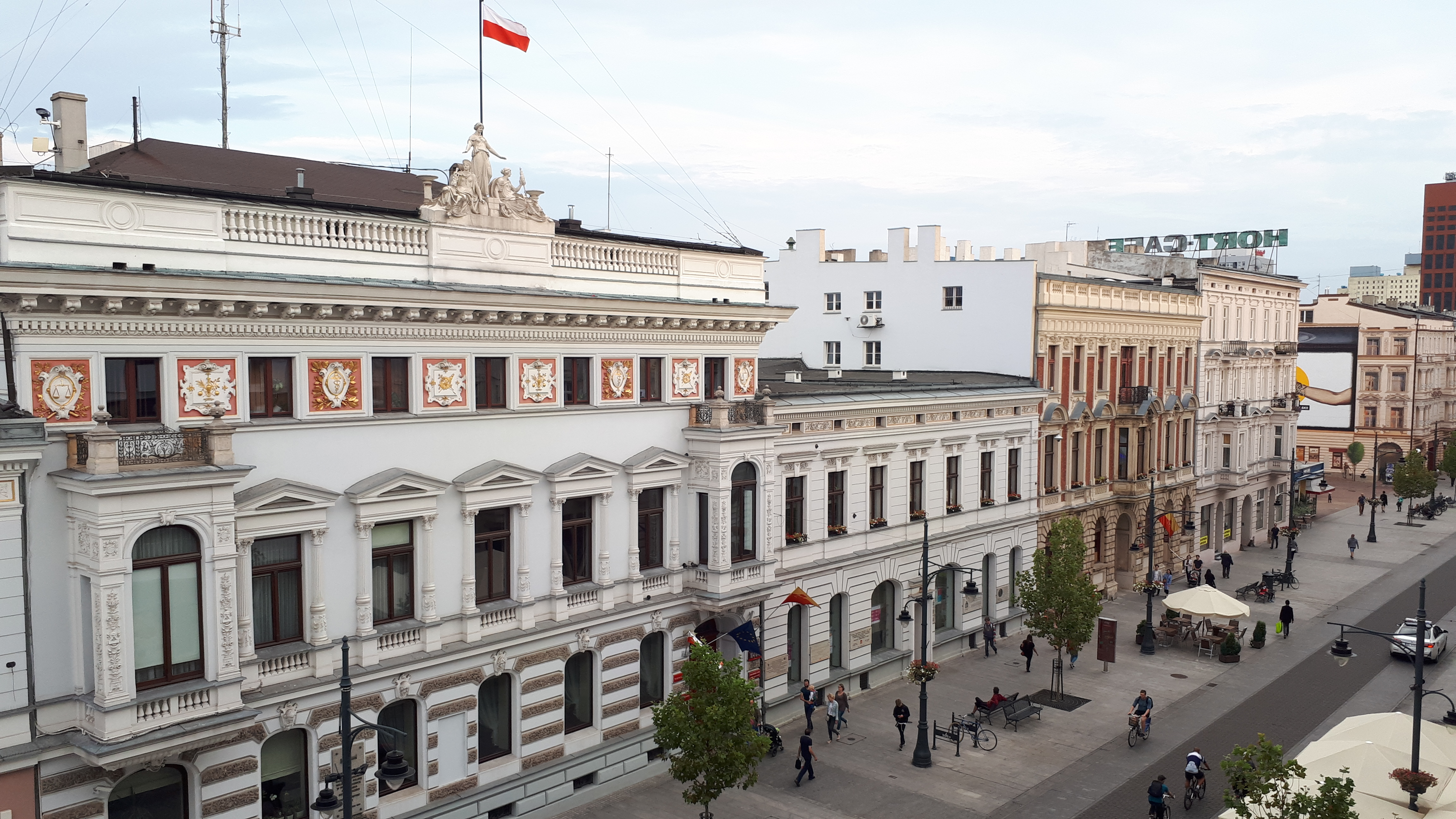
Palacio de Juliusz Heinzel en la calle Piotrkowska, actualmente sede del Ayuntamiento de Lodz.

En 1820 Stanisław Staszic promovió un movimiento para convertir lo que había sido hasta entonces un pequeño poblado en un moderno centro industrial. La llegada constante de trabajadores, hombres de negocios y artesanos desde todas partes de Europa hizo que Lodz se convirtiera en el principal centro de producción textil de todo el Imperio ruso. El primer molino para hilar algodón se construyó en 1825, y catorce años más tarde comenzó a operar la primera fábrica de toda Polonia y Rusia en funcionar con máquinas de vapor.
Los inmigrantes venían a la Tierra prometida (como se conocía a la ciudad o Ziemia obiecana, en polaco) desde todas partes de Europa, principalmente de Sajonia y Bohemia, aunque también de países más alejados como Portugal, Inglaterra, Francia e Irlanda. Sin embargo, los tres pueblos predominantes que más contribuyeron al desarrollo de la ciudad fueron: polacos, germanos y judíos.
En 1850 Rusia abolió los aranceles en la aduana entre Rusia y Polonia (por entonces un régimen títere impuesto por Rusia), lo que dio un gran impulso al desarrollo industrial en Lodz y ayudó a la ciudad a convertirse en la segunda más grande de Polonia. En 1865 se inauguró el primer tramo de ferrocarril en Lodz (hasta Koluszki), perteneciente a la vía de ferrocarril que más tarde llegaría a unir Varsovia y Viena. Pronto la ciudad tuvo comunicación férrea con Varsovia y con Białystok. En el período 1823-1873 la población de la ciudad se doblaba cada diez años, lo que dio lugar a que en el periodo 1870-1890 se produjera el desarrollo industrial más intenso de la historia de la ciudad.
Lodz se convirtió pronto en un centro del movimiento socialista. En 1892 una gran huelga paralizó la mayoría de las fábricas de la ciudad. Durante la revolución rusa de 1905 murieron más de 300 a manos de la policía zarista. A pesar del ambiente de crisis precedente a la Primera Guerra Mundial, la ciudad creció constantemente hasta 1914. En ese año Lodz ya se había convertido en una de las ciudades industriales más densamente pobladas del mundo (13 280 habitantes por kilómetro cuadrado).

### Primera Guerra Mundial
Durante parte de la Primera Guerra Mundial la ciudad estuvo bajo ocupación alemana. Con la batalla de Lodz, se inician las hostilidades el 11 de noviembre de 1914. Las tropas rusas toman la ciudad de Łódź pero la pierden el 6 de diciembre de 1914. 
En noviembre de 1918, al finalizar la guerra, se restableció la independencia de Polonia, la población local desarmó a las tropas alemanas y liberó la ciudad. Como consecuencia de la Primera Guerra Mundial, Lodz perdió aproximadamente el 40 % de su población debido al reclutamiento de tropas, las epidemias y la emigración de la mayor parte de la población alemana.

### Período de entreguerras

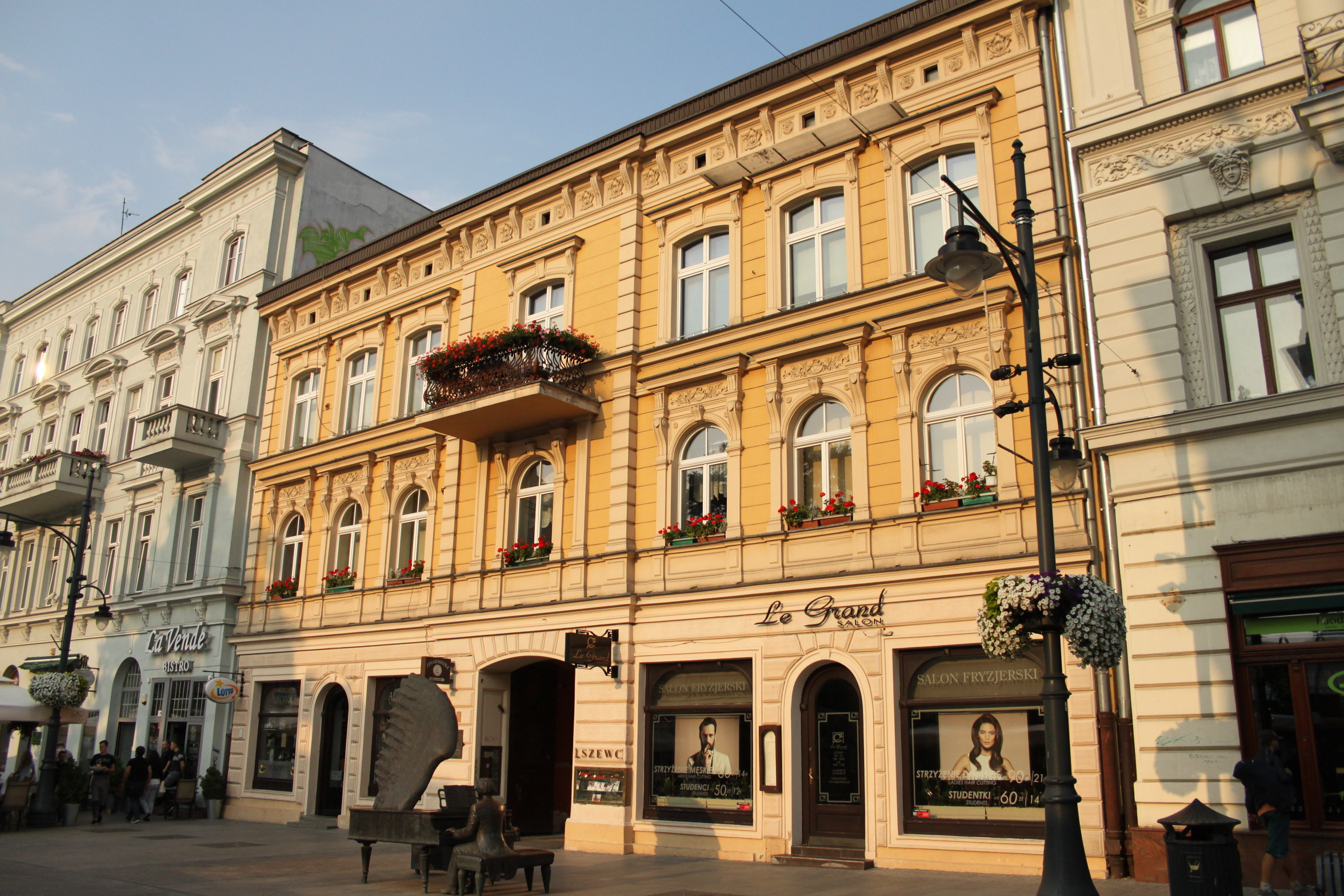
Piotrkowska es la calle más importante de la ciudad, con hitos históricos y conventillos

En 1922 Lodz se convirtió en la capital del voivodato de Lodz. Sin embargo había cesado ya el rápido crecimiento de población acontecido en el siglo anterior. La gran depresión de los años 30 y la guerra de aduanas con Alemania acabó con el comercio de textil con los mercados del oeste; mientras que por otra parte la Revolución rusa de 1917 y la guerra civil rusa (1918-1922) acabaron con el provechoso comercio con los territorios del este. La ciudad se convirtió en escena de múltiples disturbios y protestas de trabajadores. Por otro lado el 13 de septiembre de 1925 empezó a operar el aeropuerto de la ciudad, el aeropuerto de Lublinek. 
- Censo de 1931: 604 470 habitantes
  - Polacos: 315 622 (52,21 %)
  - Judíos: 202 497 (33,49 %)
  - Alemanes: 86 351 (14,28 %)

### Segunda Guerra Mundial

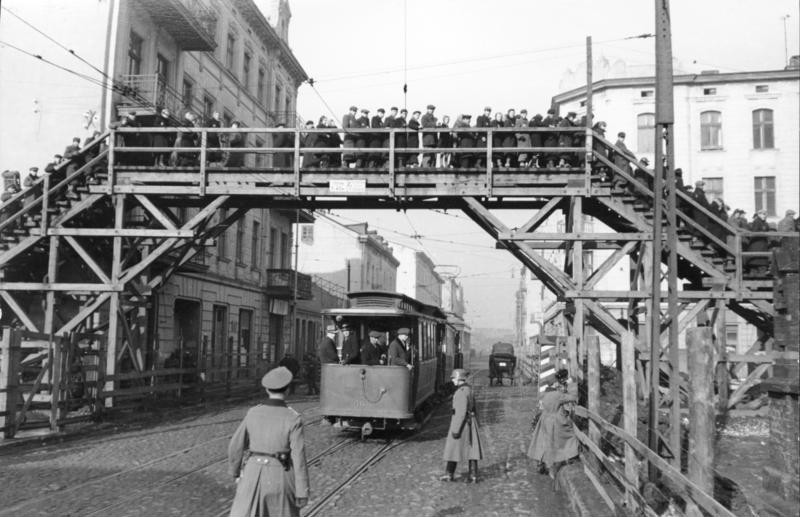
Gueto de Lodz fue el segundo gueto más grande en Europa

Durante la invasión alemana de Polonia de 1939 las fuerzas polacas del ejército de Lodz comandadas por el general Juliusz Rómmel defendieron la ciudad contra los primeros ataques alemanes. Sin embargo, la Wehrmacht capturó la ciudad el 8 de septiembre. La ciudad pasó a formar parte del Reich en noviembre de 1939 y se renombró como Litzmannstadt en honor al general Karl Litzmann, quien capturó la ciudad en la Primera Guerra Mundial. No obstante muchos habitantes de Lodz de ascendencia germana se negaron a ser ciudadanos alemanes y fueron deportados al Gobierno General. Pronto las autoridades nazis montaron el gueto de Lodz en la ciudad, con más de 200 000 judíos de todos los territorios cercanos. Sólo 900 personas habían sobrevivido cuando se cerró el gueto en agosto de 1944. En las cercanías de la ciudad surgieron diversos campos de concentración y campos de exterminio para los habitantes no judíos de la zona; entre ellos la infame prisión Radogoszcz y varios campos menores para gitanos y para niños polacos.

### Después de 1945

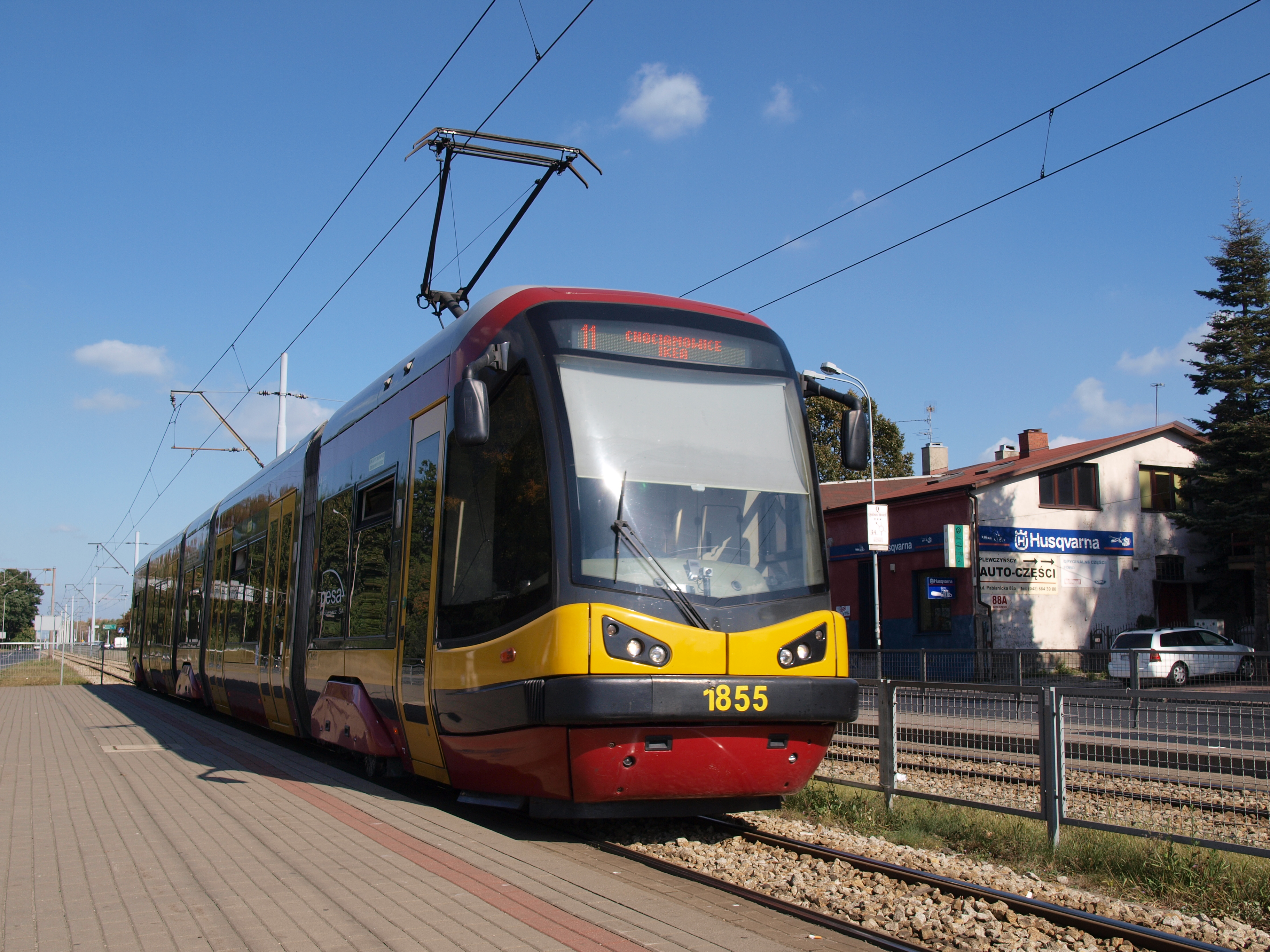
Un tranvía moderno en Lodz

A principios de 1945, Lodz tenía menos de 300 000 habitantes. Sin embargo, tras la guerra, el número de habitantes comenzó a crecer debido a la inmigración desde Varsovia y desde los territorios anexionados por la Unión Soviética. Hasta 1948 fue la capital de facto de Polonia, ya que los hechos acontecidos durante y después de la sublevación de Varsovia habían destruido por completo la capital, por lo que el gobierno y la administración del país se trasladaron temporalmente a Lodz. Se planteó la posibilidad de trasladar la capital permanentemente, pero esta idea no ganó muchos apoyos, y en 1948 empezó la reconstrucción de Varsovia.
Después de la Segunda Guerra Mundial, bajo el régimen comunista polaco, muchos industriales perdieron sus fortunas cuando las autoridades nacionalizaron todas las compañías privadas. Otra vez, Lodz se convirtió en un importante centro industrial.
Después del periodo de transición económica sufrida por Polonia durante la década de 1990, la mayoría de las empresas volvieron a privatizarse. En aquella época la tasa de desempleo permanecía muy elevada (24 %) debido al declive de la industria que conllevaba muchos problemas económicos y sociales. Al mismo tiempo quedaban pendientes las cuestiones residenciales. La mayoría de las viviendas provenían del siglo XIX y se encontraban en pésimo estado ya que el proyecto de su renovación había sido abandonado después de la Segunda Guerra Mundial. En la actualidad, en el marco del programa de gentrificación más amplio de Europa, la alcaldía de Lodz pretende reavivar las antiguas zonas industriales, creando el así llamado Nuevo Centro de la Ciudad. Desde el año 2010 cuando arrancó la iniciativa, se realizaron varios proyectos de renovación urbana. Entre ellos cabe mencionar la estación de trenes Łódź Fabryczna y el museo de ciencias EC1 que se encuentra en una antigua central termoeléctrica. 

## Clima
| Parámetros climáticos promedio de Lodz (normales 1991–2020, extremos 1951–presente) | Parámetros climáticos promedio de Lodz (normales 1991–2020, extremos 1951–presente) | Parámetros climáticos promedio de Lodz (normales 1991–2020, extremos 1951–presente) | Parámetros climáticos promedio de Lodz (normales 1991–2020, extremos 1951–presente) | Parámetros climáticos promedio de Lodz (normales 1991–2020, extremos 1951–presente) | Parámetros climáticos promedio de Lodz (normales 1991–2020, extremos 1951–presente) | Parámetros climáticos promedio de Lodz (normales 1991–2020, extremos 1951–presente) | Parámetros climáticos promedio de Lodz (normales 1991–2020, extremos 1951–presente) | Parámetros climáticos promedio de Lodz (normales 1991–2020, extremos 1951–presente) | Parámetros climáticos promedio de Lodz (normales 1991–2020, extremos 1951–presente) | Parámetros climáticos promedio de Lodz (normales 1991–2020, extremos 1951–presente) | Parámetros climáticos promedio de Lodz (normales 1991–2020, extremos 1951–presente) | Parámetros climáticos promedio de Lodz (normales 1991–2020, extremos 1951–presente) | Parámetros climáticos promedio de Lodz (normales 1991–2020, extremos 1951–presente) |
| Mes                                                                                 | Ene.                                                                                | Feb.                                                                                | Mar.                                                                                | Abr.                                                                                | May.                                                                                | Jun.                                                                                | Jul.                                                                                | Ago.                                                                                | Sep.                                                                                | Oct.                                                                                | Nov.                                                                                | Dic.                                                                                | Anual                                                                               |
| ----------------------------------------------------------------------------------- | ----------------------------------------------------------------------------------- | ----------------------------------------------------------------------------------- | ----------------------------------------------------------------------------------- | ----------------------------------------------------------------------------------- | ----------------------------------------------------------------------------------- | ----------------------------------------------------------------------------------- | ----------------------------------------------------------------------------------- | ----------------------------------------------------------------------------------- | ----------------------------------------------------------------------------------- | ----------------------------------------------------------------------------------- | ----------------------------------------------------------------------------------- | ----------------------------------------------------------------------------------- | ----------------------------------------------------------------------------------- |
| Temp. máx. abs. (°C)                                                                | 12.8                                                                                | 17.5                                                                                | 23.8                                                                                | 29.9                                                                                | 32.7                                                                                | 36.3                                                                                | 37.3                                                                                | 37.6                                                                                | 34.7                                                                                | 25.9                                                                                | 19.2                                                                                | 14.9                                                                                | 37.6                                                                                |
| Temp. máx. media (°C)                                                               | 1.2                                                                                 | 2.9                                                                                 | 7.4                                                                                 | 14.4                                                                                | 19.4                                                                                | 22.7                                                                                | 24.9                                                                                | 24.6                                                                                | 19.1                                                                                | 13.0                                                                                | 6.8                                                                                 | 2.4                                                                                 | 13.2                                                                                |
| Temp. media (°C)                                                                    | -1.5                                                                                | -0.3                                                                                | 3.1                                                                                 | 9.0                                                                                 | 13.8                                                                                | 17.1                                                                                | 19.2                                                                                | 18.7                                                                                | 13.7                                                                                | 8.6                                                                                 | 3.9                                                                                 | 0.0                                                                                 | 8.8                                                                                 |
| Temp. mín. media (°C)                                                               | -4.0                                                                                | -3.3                                                                                | -0.7                                                                                | 3.6                                                                                 | 8.2                                                                                 | 11.6                                                                                | 13.6                                                                                | 13.3                                                                                | 9.0                                                                                 | 5.0                                                                                 | 1.3                                                                                 | -2.4                                                                                | 4.6                                                                                 |
| Temp. mín. abs. (°C)                                                                | -31.1                                                                               | -27.4                                                                               | -21.9                                                                               | -8.0                                                                                | -3.6                                                                                | -0.3                                                                                | 4.2                                                                                 | 3.3                                                                                 | -1.9                                                                                | -9.9                                                                                | -16.8                                                                               | -24.6                                                                               | -31.1                                                                               |
| Precipitación total (mm)                                                            | 35.3                                                                                | 34.1                                                                                | 37.6                                                                                | 35.2                                                                                | 60.9                                                                                | 62.3                                                                                | 81.1                                                                                | 54.1                                                                                | 53.4                                                                                | 44.0                                                                                | 39.4                                                                                | 40.7                                                                                | 578.1                                                                               |
| Días de precipitaciones (≥ 0.1 mm)                                                  | 17.27                                                                               | 14.60                                                                               | 14.17                                                                               | 11.17                                                                               | 13.33                                                                               | 13.43                                                                               | 13.77                                                                               | 11.80                                                                               | 11.73                                                                               | 13.03                                                                               | 14.30                                                                               | 16.37                                                                               | 164.97                                                                              |
| Días de nevadas (≥ 0 cm)                                                            | 15.3                                                                                | 13.3                                                                                | 6.2                                                                                 | 0.9                                                                                 | 0.0                                                                                 | 0.0                                                                                 | 0.0                                                                                 | 0.0                                                                                 | 0.0                                                                                 | 0.2                                                                                 | 3.4                                                                                 | 8.6                                                                                 | 47.9                                                                                |
| Horas de sol                                                                        | 48.2                                                                                | 65.8                                                                                | 122.7                                                                               | 187.0                                                                               | 241.8                                                                               | 244.6                                                                               | 250.9                                                                               | 243.4                                                                               | 160.1                                                                               | 111.1                                                                               | 51.2                                                                                | 40.4                                                                                | 1767.3                                                                              |
| Humedad relativa (%)                                                                | 87.6                                                                                | 84.2                                                                                | 77.5                                                                                | 68.6                                                                                | 70.0                                                                                | 70.5                                                                                | 71.3                                                                                | 71.4                                                                                | 78.9                                                                                | 84.1                                                                                | 89.2                                                                                | 89.4                                                                                | 78.6                                                                                |
| Fuente n.º 1: Institute of Meteorology and Water Management                         |                                                                                     |                                                                                     |                                                                                     |                                                                                     |                                                                                     |                                                                                     |                                                                                     |                                                                                     |                                                                                     |                                                                                     |                                                                                     |                                                                                     |                                                                                     |
| Fuente n.º 2: Meteomodel.pl (extremas y humedad),                                   |                                                                                     |                                                                                     |                                                                                     |                                                                                     |                                                                                     |                                                                                     |                                                                                     |                                                                                     |                                                                                     |                                                                                     |                                                                                     |                                                                                     |                                                                                     |

## Demografía
| Gráfica de evolución de Lodz entre 1777 y 2020 |
|                                                |

| 1793 | 1806 | 1830 | 1850   | 1880   | 1905    | 1925    | 1990    | 2004    | 2007    |
| ---- | ---- | ---- | ------ | ------ | ------- | ------- | ------- | ------- | ------- |
| 190  | 767  | 4300 | 15 800 | 77 600 | 343 900 | 538 600 | 850 000 | 776 300 | 753 192 |

Desde 1990 Łódź ha sufrido una reducción de población sin precedentes, pasando de 850 000 habitantes en 1990 a 776 300 en 2004. Debido a esta continua tendencia, en 2009 Lodz dejó de ser la segunda ciudad de Polonia en favor de Cracovia. Pese a ello, la ciudad tiene una tasa de desempleo relativamente baja y una economía en crecimiento. La caída de la población se atribuye a la proximidad a Varsovia, que experimenta un crecimiento muy rápido.

## Turismo
El turismo de Lodz gravita hacia la calle Piotrkowska, que va de norte a sur durante algo más de cuatro kilómetros, lo que la convierte en la segunda calle comercial más larga del mundo, después de la calle Alcalá. Recientemente renovada, tiene muchos bellos edificios que se remontan al siglo XIX, en el estilo arquitectónico de la Secesión vienesa. Resulta agradable visitar los bares de la calle Piotrkowska de fines de la primavera a principios del otoño.
Łódź no tiene colinas ni grandes extensiones de agua (a pesar de que Lodz significa barca en polaco), pero aún es posible mantener el contacto con la naturaleza en uno de sus parques, por notablemente Łagiewniki (el parque urbano más grande de Europa), Zdrowie y Poniatowski. El zoo y el jardín botánico de Lodz también ofrecen agradables oportunidades de disfrutar del ocio.

## Economía

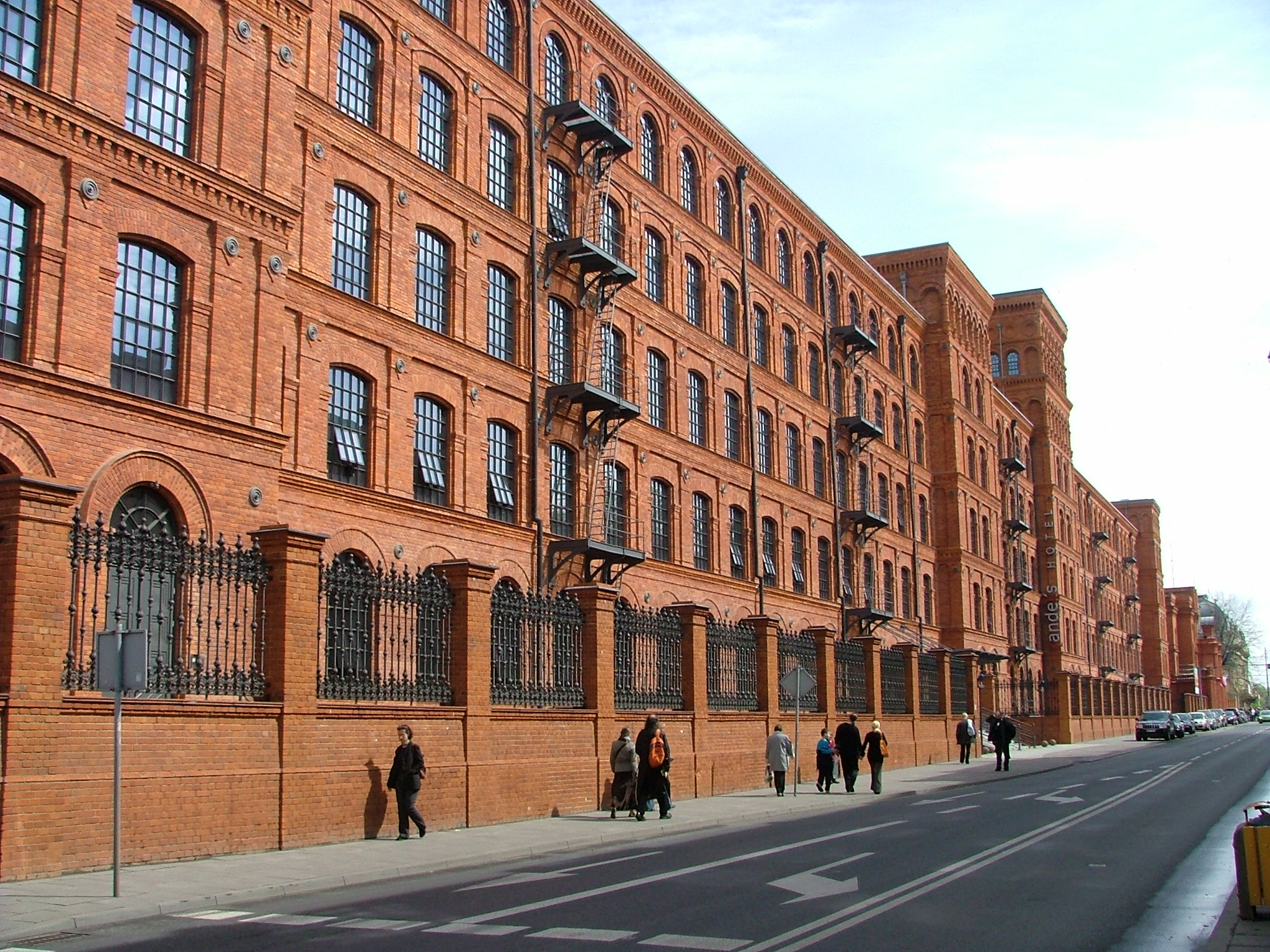
Manufaktura, un centro comercial y de ocio en una antigua fábrica

Antes de 1990, la economía de Lodz se basaba en la industria textil, desarrollada en el siglo XIX gracias a la favorable composición química del agua local. Como resultado, Lodz creció de una población de 13 000 habitantes en 1840 a más de 500 000 en 1913. En vísperas de la Primera Guerra Mundial, Lodz era ya una de las ciudades industriales más densamente pobladas del mundo, con 13 280 personas por km². La industria textil declinó drásticamente en 1990 y 1991, y actualmente Lodz no cuenta con ninguna empresa importante en ese sector. Pese a ello, hay aún muchas pequeñas empresas textiles, la mayoría de las cuales exportan su producción a Rusia y otros países de la antigua Unión Soviética.
La ciudad se beneficia de su ubicación en el centro de Polonia. Varias firmas tienen centros logísticos en sus inmediaciones. Dos autopistas en proyecto, A1 del norte al sur del país, y A2, de este a oeste, se cruzarán al noreste de la ciudad. Cuando se completen, en torno a 2010, potenciarán el emplazamiento de la ciudad. También se ha empezado a modernizar la conexión ferroviaria con Varsovia, que actualmente es completamente inadecuada, requiriendo casi dos horas para cubrir los 137 km que las separan. En los próximos años gran parte de la vía se modificará para aceptar trenes a velocidades de 160 km/h, lo que reducirá la duración del viaje a unos 75 minutos. Más adelante, una auténtica línea de alta velocidad unirá ambas ciudades. Cuando esto ocurra, Lodz y Varsovia tendrán posibilidades de convertirse en una área metropolitana.

## Educación

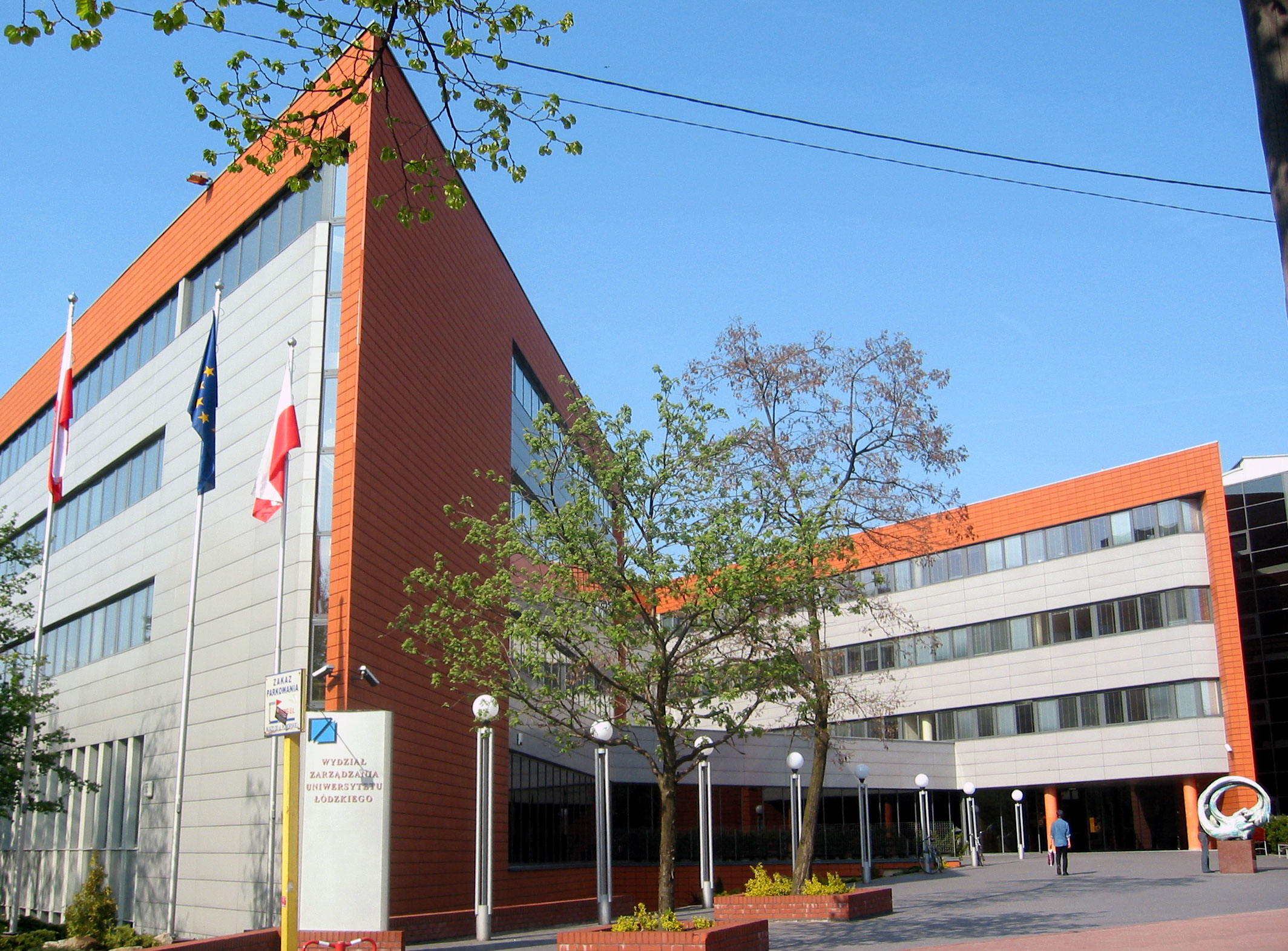
Facultad de Administración de Empresas de la Universidad de Lodz.

Lodz alberga actualmente tres grandes universidades públicas y varios centros de enseñanza superior más pequeños. Los centros superiores con mayor número de estudiantes de Lodz incluyen:
- Universidad de Lodz (Uniwersytet Łódzki)
- Universidad Técnica de Łódź (Politechnika Łódzka)
- Universidad Médica de Łódź (Uniwersytet Medyczny w Łodzi)
- Escuela Nacional de Cine de Łódź (Państwowa Wyższa Szkoła Filmowa, Telewizyjna i Teatralna w Łodzi)

## División administrativa
Lodz tiene cinco distritos históricos:
- Łódź-Bałuty
- Łódź-Górna
- Łódź-Polesie
- Łódź-Śródmieście
- Łódź-Widzew

Las ciudades vecinas más importantes son Pabianice y Zgierz.

## Deporte
El deporte más popular en Lodz es el fútbol, representado por el Widzew Łódź que juega en el estadio Widzew Łódź y el ŁKS Łódź que juega en el Estadio Municipal de Łódź. Otros equipos de la ciudad son el Budowlani Łódź (rugby), Klub Żużlowy Orzeł Łódź (equipo de speedway) y el KS Społem Łódź (ciclismo en ruta). El Łódzkie Sportowe Towarzystwo Waterpolowe, actual campeón de la Liga de Polonia de waterpolo masculino y con más de diez títulos cosechados, también tiene su sede en Lodz.

## Ciudades hermanadas
- Barreiro (Portugal, 1996)
- Chemnitz (Alemania, 1972)
- Córdoba (Argentina, 1995)
- Ivánovo (Rusia, 1992)
- Kaliningrado (Rusia, 1992)
- Lyon (Francia, 1991)
- Minsk (Bielorrusia, 1993)
- Murcia (España, 1999)
- Odesa (Ucrania, 1993)
- Örebro (Suecia, 2001)
- Puebla (México, 1997)
- Rustavi (Georgia, 1995)
- Stuttgart (Alemania, 1988)
- Tampere (Finlandia, 1996)
- Tel Aviv (Israel, 1994)
- Tianjin (China, 1994)
- Vilna (Lituania, 1991)
- Szeged (Hungría, 2004)